# The Chicago Code
The Chicago Code foi uma série de televisão produzida pela FOX exibida nos Estados Unidos entre 7 de fevereiro de 2011 e 23 de maio de 2011. As locações das filmagens ficavam em Chicago, Illinois.
Em 10 de maio de 2011, a FOX anunciou que não renovaria a série para uma segunda temporada.

## Sinopse
Jarek Wysocki é um detetive veterano do Departamento de Polícia de Chicago que é considerado uma lenda, porém é afiado e um casca grossa envolto pela sua educação e charme e que não consegue se adaptar a nenhum parceiro. Teresa Colvin, antiga parceira de Wysocki chega ao auge do DPC em uma carreira meteórica e assume o cargo de Superintendente, o mais alto do Departamento. Eles estão determinados a mudar o jeito como tudo acontece nos bastidores da polícia, e por isso, acabam fazendo poderosos inimigos.

## Personagens e elenco

### Personagens principais
- Jarek Wysocki (Jason Clarke) – detetive veterano do Departamento de Polícia de Chicago e ex-parceiro de Teresa Colvin
- Teresa Colvin (Jennifer Beals) – superintendente do DPC, primeira mulher a ocupar o cargo
- Caleb Evers (Matt Lauria) – detetive novato e novo parceiro de Wysocki
- Vonda Wysocki (Devin Kelley) – policial e sobrinha do detetive Wysocki
- Isaac Joiner (Liam Hennessey) – policial e parceiro de Vonda
- Liam Hennesse (Billy Lush) – policial infiltrado na máfia irlandesa
- Ronin Gibbons (Delroy Lindo) – um dos mais influentes vereadores de Chicago e responsável pelo ascensão de Teresa

### Personagens recorrentes
- Dina Wysocki (Amy Price-Francis) – ex-esposa do detetive Wysocki
- Elena (Camille Guaty) – noiva do detetive Wysocki

## Recepção da crítica
The Chicago Code teve recepção geralmente favorável por parte da crítica especializada. Com base de 25 avaliações profissionais, alcançou uma pontuação de 75% no Metacritic. Por votos dos usuários do site, atinge uma nota de 7.1, usada para avaliar a recepção do público.